# Лупорини, Чезаре
Чезаре Лупорини (итал. Cesare Luporini, 20 августа 1909, Феррара, Королевство Италия — 25 апреля 1993, Флоренция, Италия) — итальянский философ, историк философии и политик.

## Биография
Лупорини родился в Ферраре, но с детства жил во Флоренции. Лупорини окончил Флорентийский университет в 1933 году, защитив диссертацию о Канте. Сразу после окончания учёбы, в 1933 году, он отправился во Фрайбург, где посещал занятия Мартина Хайдеггера (уже посещал его как студент в 1931 году), а после присоединения Хайдеггера к нацизму — в Берлин, где слушал лекции Николая Гартмана по этике. После публикации первых эссе о Шелере и Леопарди и после того, как он начал преподавать в тосканских средних школах, в 1939 году Джованни Джентиле пригласил его на должность преподавателя немецкого языка в Scuola Normale Superiore в Пизе, где он оставался до конца войны.
В 1930-е и 1940-е годы Лупорини был одним из представителей итальянского экзистенциализма, с размышлениями о свободе личности. В политическом плане он участвовал в либерально-социалистическом антифашистском движении сопротивления во время Второй мировой войны.
С окончанием войны Лупорини перешёл от экзистенциализма к марксизму и вступил в Итальянскую коммунистическую партию. Вместе с Рануччо Бьянки-Бандинелли и Романо Биленки он основал во Флоренции в 1945 году культурный журнал Società. Он продолжил преподавать в университете в качестве профессора истории философии, а затем моральной философии в университетах Кальяри, Пизы и Флоренции. Внутри марксистской философии полемизировал с школой Гальвано делла Вольпе, поддерживал диалог с Луи Альтюссером (хотя и отвергал его антигуманизм), с 1965 года предлагал прочесть мысль Маркса с точки зрения радикальной критики историзма.
С 1956 года он стал членом ЦК ИКП и оставался в нём до роспуска партии. Избирался сенатором в парламент третьего созыва (1958—1963). Среди парламентских инициатив он является соавтором (вместе со своим коллегой Амброджо Донини) законопроекта (№ 359, 21 января 1959 года) об органической реформе неполной средней школы, которая считается фундаментальным шагом к демократизации гражданской жизни. Во время жёсткой политической конфронтации, которая в 1989 году привела к роспуску ИКП и формированию Демократической партии левых сил, он встал на сторону Пьетро Инграо против «поворотного момента» Акилле Оккетто, выступив за восстановление компартии в форме Партии коммунистического возрождения.
Лупорини умер во Флоренции в 1993 году, его останки покоятся в семейной часовне на кладбище Порте-Санте во Флоренции.

## Труды
- Situazione e libertà nell'esistenza umana, Firenze, Le Monnier (1942) (II edizione, modificata e aumentata, Firenze, Sansoni, (1945); III edizione in C. Luporini, Situazione e libertà nell'esistenza umana e altri scritti, Roma, Editori Riuniti, 1993).
- Filosofi vecchi e nuovi, Firenze, Sansoni, (1947)
- La mente di Leonardo, Firenze, Sansoni (1953) (III edizione, Firenze, Le Lettere, 2019).
- Voltaire e le 'Lettres philosophiques', Firenze, Sansoni (1955) (II edizione, Torino, Einaudi, 1977).
- Spazio e materia in Kant, Firenze, Sansoni, 1961.
- Introduzione a K. Marx-F. Engels, L'ideologia tedesca, Roma, Editori Riuniti, 1967 (III edizione, Roma, Editori Riuniti, 2017).
- Dialettica e materialismo, Roma, Editori Riuniti, 1974.
- Decifrare Leopardi, Napoli, Macchiaroli, 1998.
- Gli interventi politici sono raccolti in Cesare Luporini politico, a cura di Federico Lucarini e Sergio Filippo Magni, Roma, Carocci, 2016.
- Altri testi rilevanti pubblicati postumi:
- Il problema della soggettività, «Annali del dipartimento di filosofia dell’Università di Firenze», n. s., V, 2002, pp. 9–21 (relazione al convegno con Sartre del 1961)
- La XI Tesi di Marx su Feuerbach, «Giornale critico della filosofia italiana», XCVII, n. XVI, 2018, pp. 451–486 (lezioni all'Istituto Italiano per gli Studi Filosofici di Napoli del 1983).
- Una bibliografia completa e aggiornata, a cura di Luca Fonnesu, è stata pubblicata nel numero speciale dedicato a Luporini dalla rivista "Il Ponte" in occasione del centenario della nascita: Cesare Luporini, 1909-1993, "Il Ponte", 11, 2009 (cfr. pp. 249-289).
- Una raccolta di scritti in lingua spagnola sul concetto di "formazione economico-sociale" in Marx è in Cesare Luporini-Emilio Sereni, El Concepto de Formación Económico Social, Cuadernos de Pasado y Presente, 39, Ver Curiosidades, 1973.